# Edifici de la Companyia Auxiliar de Tramvies
L'Edifici de la Companyia Auxiliar de Tramvies, també conegut com a dels Transformadors, era situat al carrer d'Ausiàs Marc, 60 de Barcelona i era inclòs a l'Inventari del Patrimoni Cultural Català.

## Història
La Compañía Auxiliar de Tranvías y Ferrocarriles Económicos (CATFE) va ser creada el 1882 per l'agrupació de diverses companyies de tramvies (Sant Andreu, El Clot, Can Tunis, Horta), i amb el temps es va convertir en una companyia auxilar de l'explotació de la xarxa, dedicada al manteniment de les vies i el servei, i sobretot, a proveir d'energia elèctrica els tramvies. El 1923, Mariano de Foronda, gerent de Tramvies de Barcelona entre 1902 i 1930 i accionista majoritari de la CATFE, va encarregar el projecte d'una central de transformació depenent de la veïna Central Vilanova a l'arquitecte Antoni Millàs i Figuerola, que també va realitzar l'ampliació de les Cotxeres de Sants i alguns habitatges per a aquesta companyia. L'edifici dels Transformadors es va inaugurar el 1925 i va complir la seva funció fins al març del 1971, quan desaparegué l'últim tramvia.
El 1984, l'Ajuntament de Barcelona va decidir recuperar-lo i convertir-lo en un espai pel jovent del barri del Fort Pienc. El 1994 s'hi va instal·lar la seu del Consell de la Joventut de Barcelona, fins que a finals del 2008 es va traslladar al nou Espai Jove la Fontana de Gràcia, on roman actualment.
En aquesta època, l'Ajuntament va decidir tancar-lo pel seu mal estat estructural, i després d'anys en desús, el juliol del 2015 va ser okupat i s'hi van començar a organitzar activitats alternatives. El febrer del 2016 s'hi va celebrar un concert de música punk amb grups vinguts d'altres països europeus i un cartell amb la imatge del president del govern espanyol Mariano Rajoy i el lema ni gossos, ni ambiguos, ni babosos. Poc després, va ser desallotjat i posteriorment enderrocat. Al solar es va construir un nou edifici d'equipaments per al barri, inaugurat el 2019.

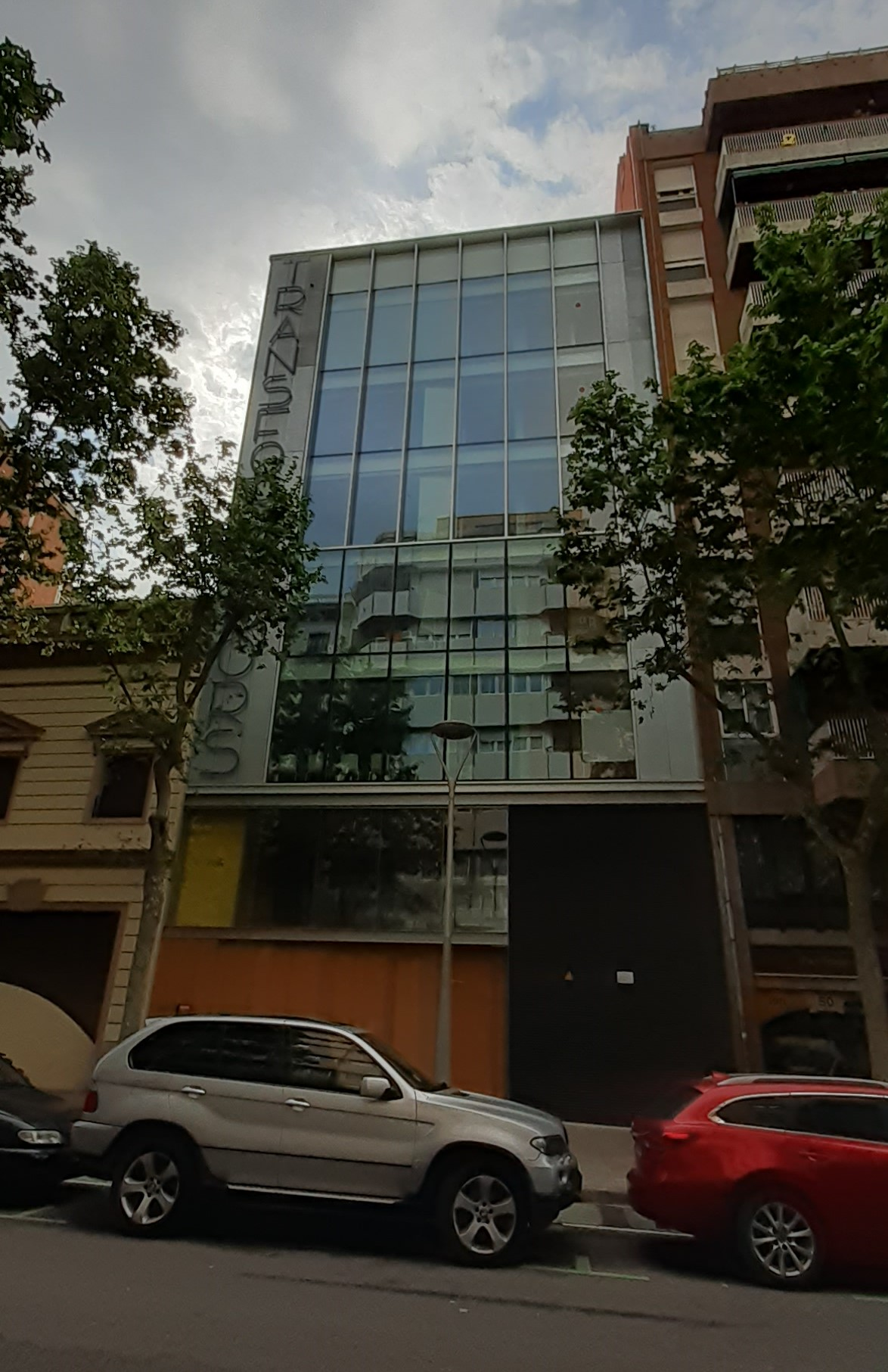
Nou edifici dels Transformadors, inaugurat el 2019

## Descripció
Es tractava d'un edifici entre mitgeres de planta rectangular, amb dues plantes i un terrat transitable. Les obertures de la façanes eren estructurades en tres eixos verticals i formava una composició axial al voltant de l'accés principal. La planta inferior s'obria al carrer per mitjà d'un portal central rectangular, amb finestres als costats. La planta superior presentava tres finestres d'arc de mig punt. Com que aquestes obertures se situaven en el mateix eix compositiu sense ampits que el separaven, feia l'efecte com si només fossin tres obertures amb un únic nivell d'alçada. Un panell metàl·lic en forma de llamp creuava la façana, on es podia llegir «Transformadors».
La façana estava rematada per un frontó ondulat ornat per una palmeta al centre i boles de coronament als angles. Al centre del timpà quedava emmarcat l'any de construcció de l'edifici sota l'escut de la Companyia Auxiliar de Tramvies. La resta del parament constructiu apareixia recobert de morter i presentava un sòcol pintat fins l'alçada de l'ampit de les finestres; la resta, de color terrós, imitanva carreus.